# خیابان کرنبی
خیابان کرنبی (انگلیسی: Carnaby Street) یک خیابان در شهر لندن است.
این خیابان که در ناحیه سوهو قرار دارد یکی از مراکز اصلی مد و هیپی‌ها در دهه ۱۹۶۰ در لندن بوده است. 

## نگارخانه

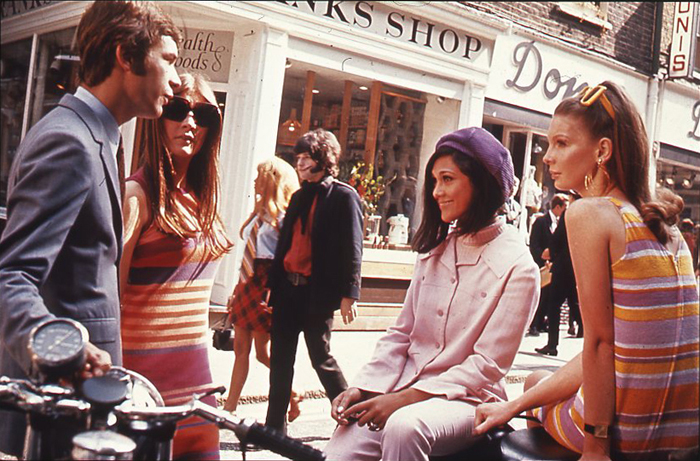
دهه ۱۹۶۰
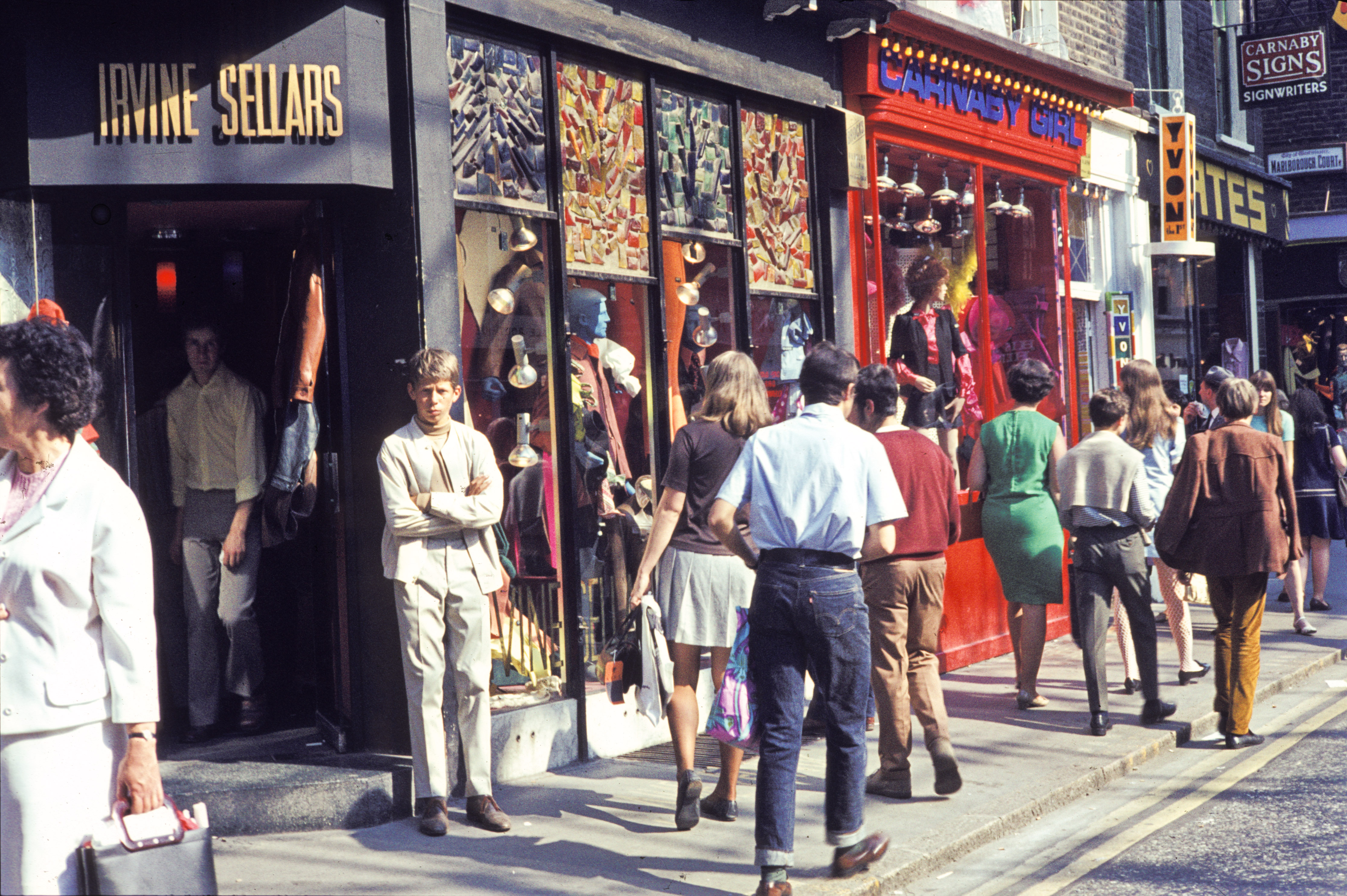
دهه ۱۹۶۰
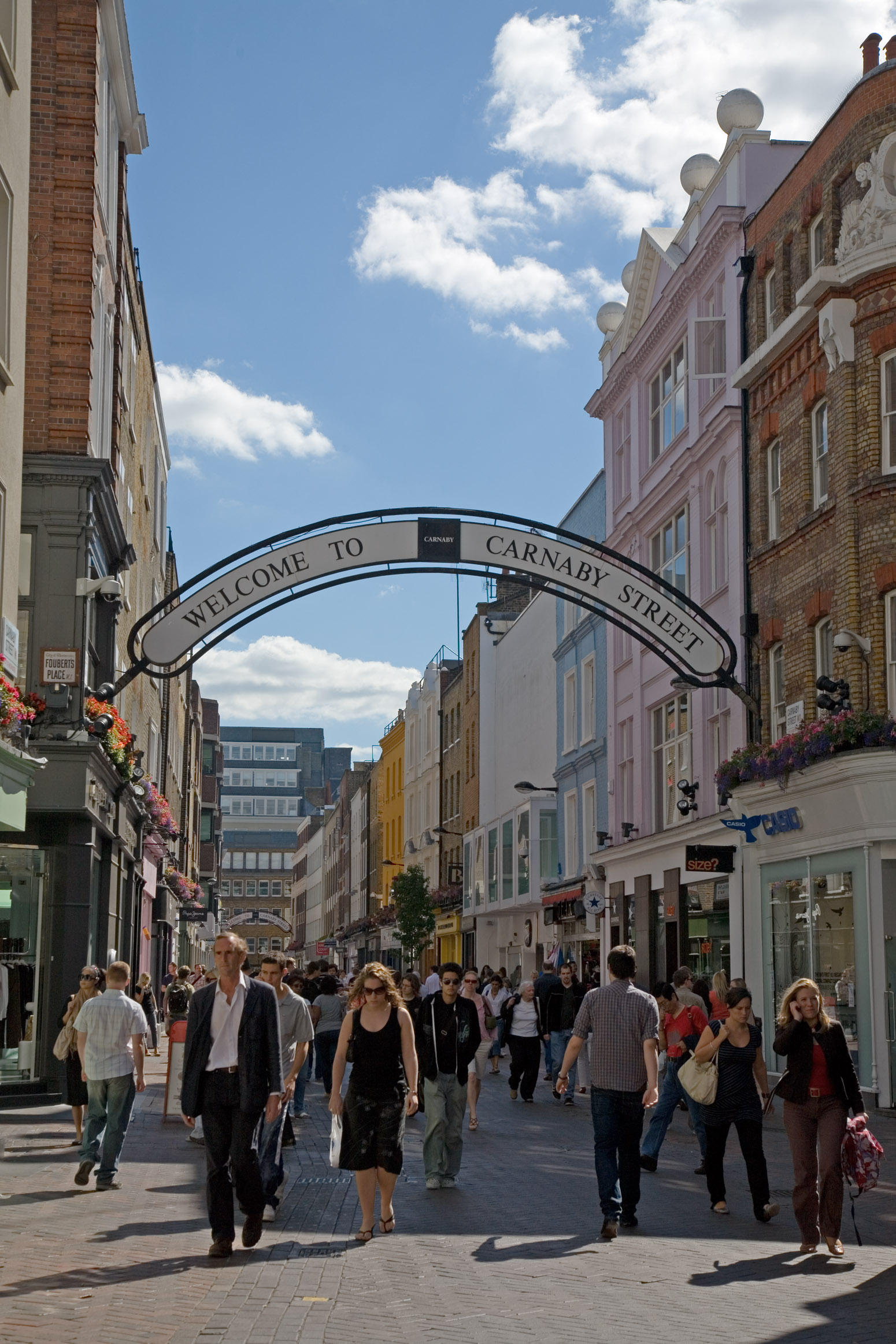
۲۰۰۶